# GW Весов
GW Весов (лат. GW Librae) — быстрая новая, двойная катаклизмическая переменная звезда (NA) в созвездии Весов. Находится на расстоянии приблизительно 368 световых лет (около 113 парсеков) от Солнца.
Видимая звёздная величина звезды — от +18,5m до +9m.

## Характеристики
Первый компонент — аккрецирующий белый карлик.